# Rassel
Rassel är, inom medicin, ljudet av luft som passerar genom slem i trånga rör i lungorna. Det är biljud som kan tyda på en sjukdomsbild.
Vid hjärtsvikt kan en ansamling av blod och svullnad i lungorna ske som ger knastrande, rasslande och gurglande biljud, eller försvagade andningsljud på grund av vätskeansamling. Kan förekomma även vid lunginflammation (pneumoni) då vätska kan ansamlas i lungorna och ge rassel.